# مانابو كوبوتا
مانابو كوبوتا (باليابانية: 久保田 学) (مواليد 27 يونيو 1981)، هو لاعب كرة قدم ياباني سابق كان يلعب كمهاجم.

## وصلات خارجية
- مانابو كوبوتا على موقع رابطة كرة القدم اليابانية للمحترفين (اليابانية)